# Thymebatis anthracina
Thymebatis anthracina là một loài tò vò trong họ Ichneumonidae.